# A4 (groupe)
Pour les articles homonymes, voir A4.
A4, stylisé à4, est un groupe de chant gospel a cappella français, originaire de la région Nord-Est. Il est formé en 1995, et composé de quatre chanteurs surnommés Manu, Abdi, Leeroy et Fabian.

## Histoire
Le groupe est formé en 1995, au Nord-Est de la France. Les 4 chanteurs ont découvert le chant et la musique dès leur plus jeune âge : Emmanuel avec Les Petits Chanteurs de Bar-le-Duc, Abdi avec Les Petits chanteurs à la croix de bois, Lerroy dans une chorale Parisienne et, Fabian à travers l'étude du piano.
En 2000, le groupe sort son premier album, Oh Happy Day. Il est suivi en 2002 avec Amazing Grace. Quelques nouveaux arrangements de traditionnels (This Little Light of Mine, Down By the River Side, etc.), des reprises du groupe a ccapella, participation surprise de Marcel Boungou. Leur album Abba sort en 2003, et contient 14 titres, tous en anglais. Reprises du groupe a ccapella, mixage de Franck Renaudier et Thierry Hurault. De Rescue à Abba Father, de Love is the Power à Mornin… En 2004 sort l'album Peace qui contient 11 chants dans la pure tradition gospel, reprises de classiques, avec des touches pop et RnB qui signent le style du groupe. Album de la maturité.

## Style musical
Le groupe issu d'horizons culturels et musicaux différents, trouve sa voie en interprétant du gospel 100 % vocal. Mélange des genres, des styles musicaux et des voix, A4 se retrouve dans les genres soul, rhythm and blues, jazz et musique sacrée pour transmettre un message de paix et d'espoir dans la plus pure tradition du gospel. Le répertoire du groupe est le fruit de compositions et de gospels traditionnels arrangés pour le chant a cappella.

## Discographie
- 1998 : Go Down, Moses
- [Quand ?] Teaching the Truth
- 2000 : Oh Happy Day
- 2002 : Amazing Grace
- 2003 : Abba
- 2004 : Peace